# Juan Sebastián de Elcano (Schiff)
Die Juan Sebastián de Elcano ist ein Viermastrahschoner mit Vormarsrahtopp (Viermastmarstoppsegelschoner) aus Stahl und das offizielle Segelschulschiff der spanischen Marine. Es trägt den Namen des spanischen Entdeckers Juan Sebastián Elcano (16. Jh.).

## Allgemeines
1927 lief das Schiff vom Stapel und begann seine Jungfernfahrt 1928. Es gehörte der spanischen Kriegsmarine an, machte zehn Weltreisen (keine Kap-Hoorn-Umrundung, sondern via Panamakanal beziehungsweise Magellanstraße) und 76 Ausbildungsfahrten (Stand: Ende 2004). Es nahm und nimmt an vielen internationalen Segeltreffen teil. Zurzeit ist es der weltgrößte Segler mit Schonertakelage (wegen des Fockrahtopps kein reiner Gaffelschoner) und nach Sedov und Kruzenshtern das drittgrößte Segelschiff der Welt in Fahrt (Kreuzfahrtschiffe nicht gerechnet). Der ehemalige spanische König Juan Carlos I. war mit der Königin am 26. und 27. Oktober 2003 Gast an Bord des Schiffes.
Seine vier Masten heißen nicht wie üblich:
- (Palo) Trinquete (Fockmast), (Palo) Mayor proel (Großmast), (Palo) Mayor popel (Kreuzmast), Mesana (Besanmast), sondern
- Blanca, Almansa, Asturias, Náutilus (benannt nach vier früheren spanischen Segelschulschiffen (Dreimastschiffen)).

Die Konstruktionspläne der Juan Sebastián de Elcano wurden erneut verwendet, um das Schwesterschiff Esmeralda als zweites spanisches Segelschulschiff zu bauen. Nach finanziellen und politischen Problemen wurde die Esmeralda schließlich chilenisches Schulschiff.

## Schiffsdaten
- Konstruktion: Stahl-Rumpf als Vierinselschiff (2 „Liverpool-Häuser“ mit Schulschiffaufbau)
- Jungfernfahrt: 29. Februar 1928
- Konstrukteur: Charles Ernest Nicholson
- Länge Galion-Heck (Rumpflänge): 106,8 m (350,5 ft)
- Länge an Deck (LaD): 94 m (308,4 ft)
- Länge zwischen den Loten (LzL, LPp): 86 m (283,1 ft)
- 4 Großgaffel-, 4 Gaffeltopp-, 4 Fockrah-, 5 Vorsegel (1 Vorstengestagsegel, 3 Klüver, 1 Flieger)
- Masthöhe: 49,9 m (48,7 m) (Unterkante Kiel-Flaggenknopf)
- Hilfsantrieb: erste Maschine: 500 PS Dieselmaschine; jetzt: Dieselaggregat
- Baukosten:  7.569.794 Peseten
- Reichweite: 10.500 sm bei 6 kn, 8.600 sm bei 10 kn

## Bildergalerie

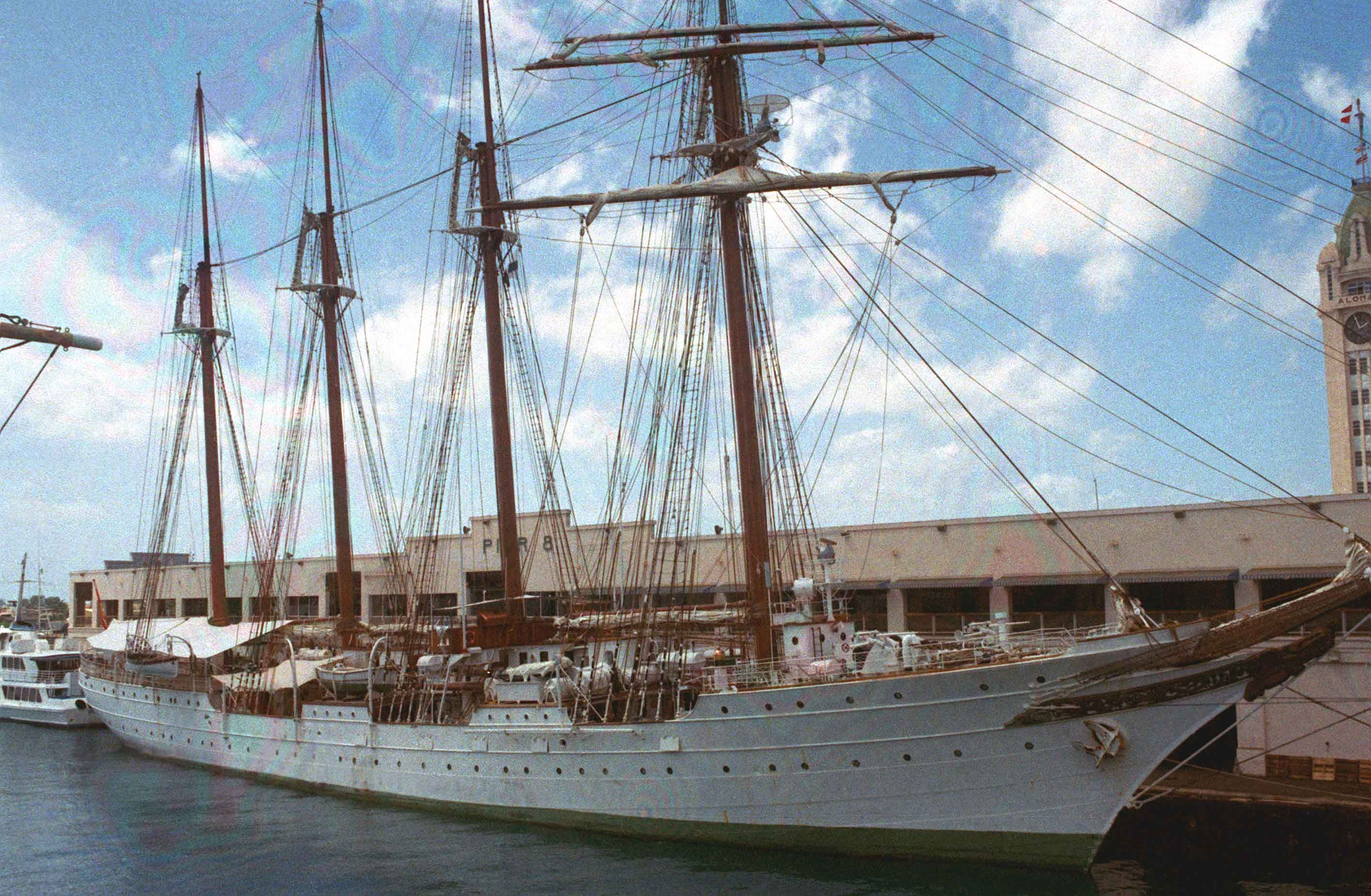
Juan Sebastián de Elcano auf Hawaii
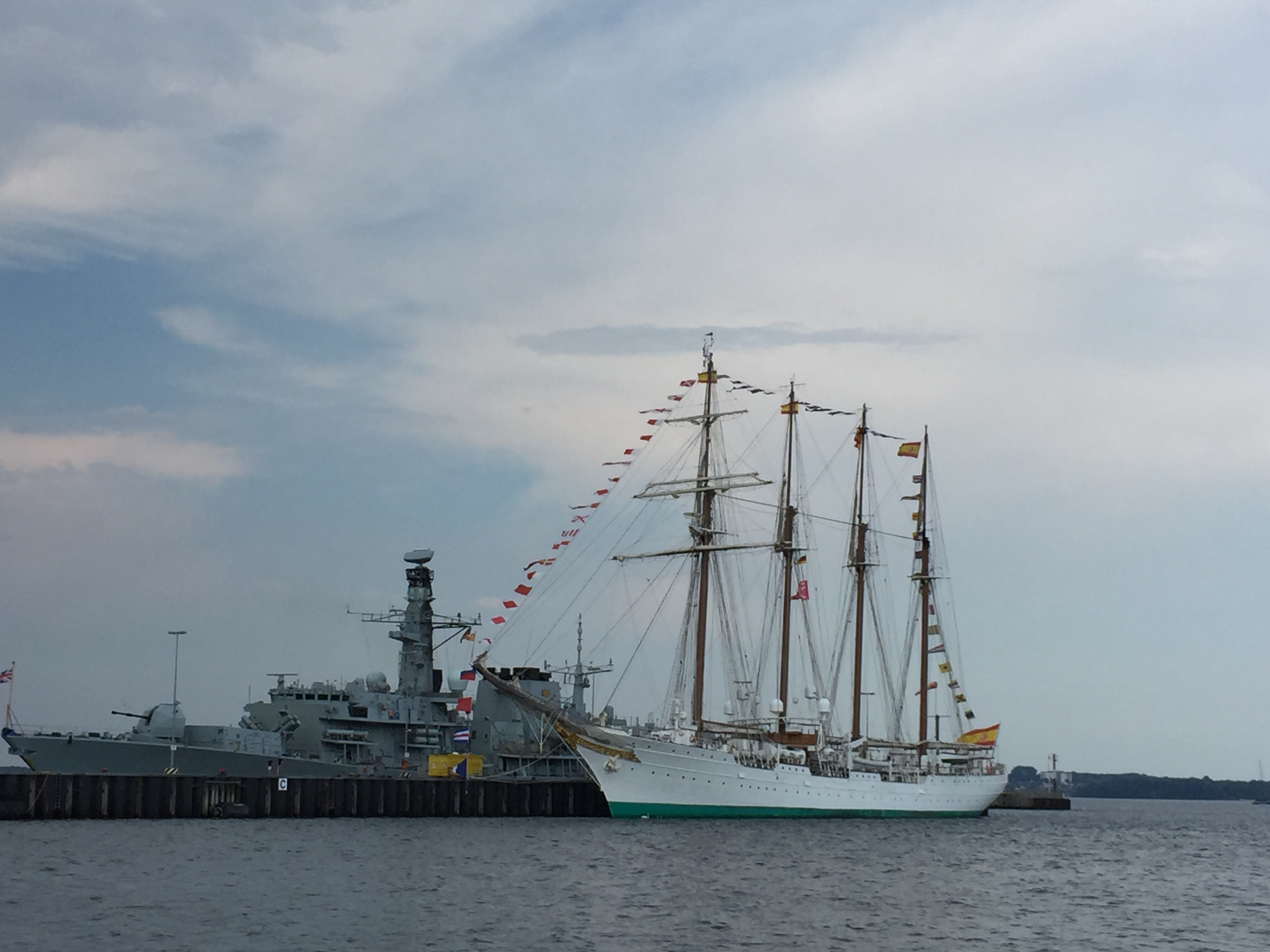
Juan Sebastián de Elcano in Kiel (2019)
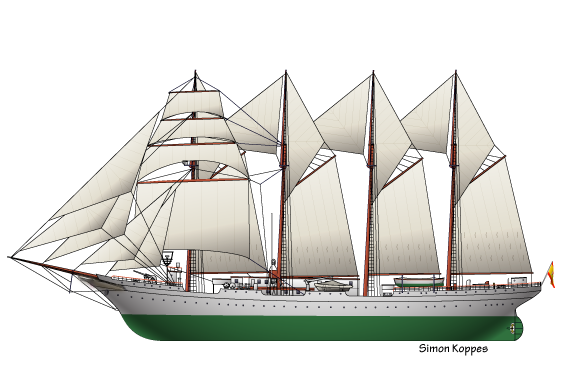
Zeichnung des Topsegelschoners